# Eustathe Daphnomèle
Eustathe Daphnomèle (en grec : Εὐστάθιος Δαφνομήλης) est un stratège byzantin et un patrice qui se distingue lors de la conquête byzantine du Premier Empire bulgare. Il se classe parmi les généraux les plus importants et les plus efficaces lors des trente ans de guerre entre Basile II et Samuel Ier de Bulgarie. En capturant le dernier chef bulgare Ibatzès en 1018, il contribue à mettre fin à ce conflit.

## Biographie
La principale source décrivant la vie de Daphnomèle et les campagnes bulgares de Basile II est le Synopsis Historion de Jean Skylitzès, dont la chronologie est souvent problématique à reconstruire. Daphnomèle est issu de l'aristocratie terrienne de l'Asie Mineure qui a fourni l'élite militaire de Byzance durant des siècles. L'historiographie traditionnelle fait remonter sa première apparition aux alentours de 1005, au moment où la ville de Dyrrachium se rend aux Byzantins par l'intermédiaire de l'action de Jean Chrysélios, un magnat local. Daphnomèle est à la tête de la flotte qui s'empare de la ville. Toutefois, selon la chronologie peu claire de Skylitzès, il est possible que cet épisode intervienne au moment de la nomination de Daphnomèle comme stratège de la ville vers 1018.
Daphnomèle participe aux conflits contre le tsar Samuel mais sa plus grande réussite est la capture d'Ibatzès en 1018 et c'est celle qui est mise en avant dans le texte de Skylitzès. Après la défaite bulgare à la bataille de Kleidion en 1015, la résistance bulgare s'effondre. En 1018, la plupart des commandants bulgares se sont rendus et seul Ibatzès continue à résister. Il est alors réfugié à Pronista (également connu sous le nom de Tomorrnitsa), une position montagneuse facile à défendre. Il rejette tant les menaces que les offres des Byzantins et, durant cinquante-cinq jours, l'armée impériale dirigée par Basile II campe à Déabolis, attendant sa reddition. À ce moment, alors que la population locale se rassemble dans le palais d'Ibatzès pour la fête de la Dormition, Daphnomèle, qui est alors stratège d'Ohrid, décide de briser cette résistance de sa propre initiative. Avec seulement deux hommes pour l'accompagner, il se dirige vers le refuge bulgare et se présente à Ibatzès. Ce dernier est persuadé que Daphnomèle n'est venu seul que pour une seule raison qui est de forger une alliance contre Basile. De ce fait, il décide d'avoir une discussion privée avec le général byzantin. Là, Daphnomèle et ses deux hommes se jettent sur Ibatzès, l'aveuglent et l'amènent au dernier étage de son palais. Quand les Bulgares se rendent compte de la situation, ils se rassemblent au bas du bâtiment, décidés à se venger. Toutefois, Daphnomèle s'adresse à eux, les convainc de l'inutilité d'une résistance prolongée et les encourage à déposer les armes et à demander le pardon de l'empereur,.
La capture d'Ibatzès met fin à la longue guerre entre Byzance et les Bulgares et, selon le byzantiniste Paul Stephenson, fait de Daphnomèle l'un des meilleurs généraux des guerres bulgares de Basile II avec Nicéphore Ouranos et Nicéphore Xiphias.
Après son succès, Daphnomèle est nommé stratège du thème de Dyrrachium par un empereur reconnaissant. En outre, il le récompense aussi en lui donnant toutes les richesses d'Ibatzès. Toutefois, en 1029, il est accusé de conspirations avec d'autres gouverneurs importants des Balkans pour renverser Romain III Argyre au profit du doux Constantin Diogène. Les conspirateurs sont rappelés à Constantinople pour être battus et exposés à la Mésè avant d'être bannis. Rien n'est connu d'Eustathe Daphnomèle par la suite,.